# Sancho Dávila y Fernández de Celis
Sancho Dávila y Fernández de Celis, XI conde de Villafuente Bermeja (Cádiz, 5 de junio de 1905-Madrid, 14 de noviembre de 1972) fue un político falangista español que tuvo un destacado papel durante la Guerra Civil y los primeros años de la dictadura franquista. Jefe territorial de Andalucía, supervisó las campañas de represión llevadas a cabo en la región conforme avanzaban las tropas franquistas. Debido a sus simpatías nazis, cayó en desgracia cuando el régimen franquista decidió distanciarse de su pasado de colaboración con Adolf Hitler. Fue también delegado nacional de la Organización Juvenil y procurador de las Cortes franquistas.

## Biografía

### Orígenes y primeros años
Hijo de Sancho Dávila de Ágreda y de su esposa María de las Mercedes Fernández Gutiérrez de Celis y Ariosa, era a su vez primo tercero de José Antonio Primo de Rivera, líder del partido Falange Española. En 1933 fue nombrado responsable para expandir la Falange en las provincias de Sevilla y Cádiz. Poco tiempo después se convirtió en el «jefe territorial» de Falange en Andalucía.
Tras la muerte en Sevilla del joven falangista Antonio Corpas Gutiérrez, en agosto de 1935, la tarde del 10 de agosto de 1935, desde un vehículo que pasaba a gran velocidad por delante del local de la Unión de Sindicatos, en la calle Arenal, número 3, de Sevilla, sus ocupantes hicieron numerosos disparos contra el sindicato comunista, al grito de "¡Viva Falange Española! ¡Viva España!" A consecuencia de los disparos resultó muerto el conserje Juan Rasero, y fue gravemente herido Juan Litrán Rodríguez, que falleció a los tres días. Las autoridades detuvieron a Sancho Dávila, jefe de la Falange sevillana, y clausuraron las sedes de Falange de Sevilla y Dos Hermanas e impusieron una multa de 1000 pesetas a los directivos locales.
Amigo íntimo de José Sainz Nothnagel, en mayo de 1936 Dávila y Nothnagel fueron arrestados por las autoridades republicanas durante una redada policial contra los círculos de Falange. La policía republicana detuvo a Dávila por vinculación con actos de terrorismo y agitación violenta emprendida por los escuadrones falangistas. Para esa época José Antonio y los principales líderes falangistas ya habían sido detenidos, después de que el partido fuese ilegalizado en marzo de 1936.

### Guerra civil
Tras ser detenido por las autoridades republicanas pasó por las prisiones de Cádiz, Sevilla, Vitoria y finalmente en la Cárcel Modelo de Madrid, donde le sorprendió el golpe de Estado que dio lugar a la Guerra Civil. Ayudado por la legación cubana en Madrid, logró pasar a la zona "rebelde", y llegó el 24 de septiembre a Sevilla. Tras la ejecución de José Antonio Primo de Rivera, Dávila se unió junto a Agustín Aznar en una apuesta para fortalecer el liderazgo en la Falange. Los dos hombres lideraron el sector de los llamados «legitimistas» que existía dentro de la Falange y que se oponía a la dirección ejercida por Manuel Hedilla, el jefe provisional de FE de las JONS. 
Dávila no tardó en convertirse en el principal líder falangista de Andalucía, donde con el tiempo acabó adquiriendo un gran poder autónomo. La presencia de Sancho Dávila fue especialmente importante para su grupo político debido a su conexión familiar con los Primo de Rivera y su papel fue fundamental para el establecimiento del culto a El Ausente, como era conocido José Antonio Primo de Rivera en la zona sublevada. Esta lucha se trasladó a los órganos de comunicación falangistas. Mientras que la mayor parte de la prensa y publicaciones falangistas apoyaban a Hedilla, el periódico sevillano F.E. se decantaba más por Sancho Dávila. En la lucha que siguió en el seno de la Falange, la milicia «legitimista» se hizo con el poder del partido y el 16 de abril de 1937 estableció un triunvirato compuesto por Dávila, Aznar y José Moreno a la cabeza de Falange. Sin embargo, con la ayuda del agente nazi Carl von Haartman, las fuerzas de Hedilla lograron recapturar el cuartel general de Falange en Salamanca, desalojando a los hombres de Dávila. No obstante, Francisco Franco intervino en el conflicto y tras hacerse con el control del partido, estableció la Falange Española Tradicionalista y de las JONS, bajo su exclusivo control; con ello, eliminó de un plumazo la amenaza que la Falange y sus líderes representaban para su poder. Dávila fue inmediatamente encarcelado tras el incidente, aunque tres semanas después sería puesto en libertad gracias a la intervención de Gonzalo Queipo de Llano y Joaquín Miranda.

### Carrera posterior
Debido a sus malas relaciones con Franco, no ocupó ningún cargo de responsabilidad en FET y de las JONS hasta 1938, época en la que un gran número de pro-nazis ascendieron. El 19 de mayo de 1938 fue nombrado delegado nacional de la Organización Juvenil. El 6 de diciembre de 1940 se promulgó la ley que creaba el Frente de Juventudes como sección juvenil de FET y de las JONS —y que a su vez sucedía a la «Organización Juvenil»—. En calidad de jefe del Frente de Juventudes, en abril de 1941 fue designado miembro del Consejo de la Hispanidad. Fue cesado el 28 de mayo de 1941, siendo sustituido por José Antonio Elola-Olaso. Este cese se produjo en la época en que la influencia del amigo y aliado de Sancho Dávila, Ramón Serrano Suñer, comenzó a decaer. Posteriormente ocuparía otros cargos, como procurador en las Cortes franquistas. Entre 1952 y 1954 fue presidente de la Real Federación Española de Fútbol.
Como empresario, fundó la ganadería taurina «Sancho Dávila». En enero de 1957 fue nombrado presidente de Agrupaciones y Clubes Taurinos.
Fue identificado por el cantante español Miguel de Molina como uno de los tres agresores que le secuestraron tras una actuación para, posteriormente, apalearlo y torturarlo, hecho que le obligó a marchar al exilio en Buenos Aires. Otro de los agresores fue José Finat y Escrivá de Romaní, conde de Mayalde.
Falleció en la ciudad sanitaria «Francisco Franco» de Madrid en noviembre de 1972.

## Reconocimientos
- Gran Cruz de la Orden de Cisneros (1950)[34]
- Gran Cruz de la Orden Imperial del Yugo y las Flechas (1966)[35]

## Obras
- —— (1941). De la Organización Juvenil al Frente de Juventudes. Madrid.[36]
- —— (1967). José Antonio, Salamanca... y otras cosas. Madrid.[36]